# Diêm

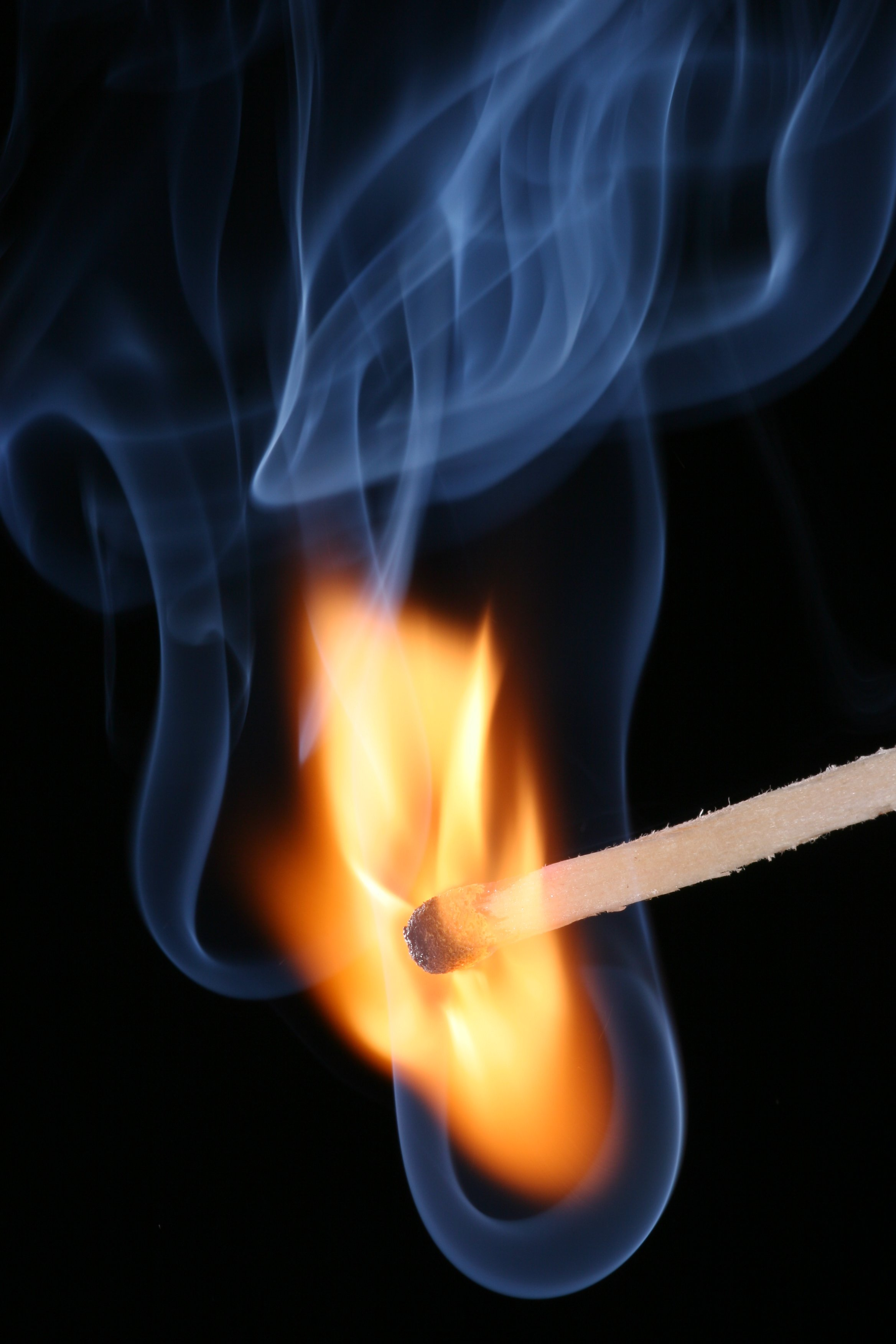
Một que diêm đang cháy

Diêm là một dụng cụ tạo lửa phổ biến từ thời kỳ cận đại tới nay.

## Từ nguyên
Trong lịch sử, thuật ngữ phù hợp đề cập đến chiều dài của dây (sau này cambric) tẩm hóa chất, và được phép đốt cháy liên tục.  Chúng được sử dụng để đốt lửa và châm ngòi súng và pháo.  như vậy được đặc trưng bởi tốc độ cháy của nó, tức là  diêm cháy nhanh  và cháy  chậm. Tùy thuộc vào công thức của nó, một que  diêm chậm cháy với tốc độ khoảng 30 cm (1 ft) mỗi giờ và một que diêm nhanh chóng ở 4 đến 60 cm (2 đến 24 in) mỗi phút.
Tương đương hiện đại của loại diêm này là que gỗ đơn giản, vẫn được sử dụng trong pháo hoa để có được độ trễ thời gian có kiểm soát trước khi đánh lửa.  Ý nghĩa ban đầu của từ này vẫn tồn tại trong một số thuật ngữ pháo hoa, chẳng hạn như  diêm  đen  (que diêm tẩm bột đen)và  bengal (một quả pháo hoa giống như tia lửa tạo ra một ngọn lửa màu, cháy tương đối dài). Nhưng, khi các trận đấu ma sát trở nên phổ biến, chúng trở thành đối tượng chính có nghĩa là thuật ngữ này.
Từ "match" bắt nguồn từ tiếng Pháp cổ "mèche" đề cập đến bấc của một ngọn nến

## Lịch sử

### Các loại diêm đầu tiên
Một ghi chú trong văn bản Đường Kiều Tranh, được viết vào năm 1366, mô tả một que diêm lưu huỳnh, những que gỗ thông nhỏ tẩm lưu huỳnh, được sử dụng ở Trung Quốc bởi "những người phụ nữ triều đình nghèo khó" vào năm 577 sau Công nguyên trong cuộc chinh phục Bắc Tề.  Trong Năm triều đại và Mười vương quốc (907-960 sau Công nguyên), một cuốn sách có tên Records of the Unworldly and the Strange được viết bởi tác giả Trung Quốc Tao Gu vào khoảng năm 950 đã tuyên bố: 
Nếu có trường hợp khẩn cấp vào ban đêm, có thể mất một thời gian để làm cho ánh sáng thắp sáng đèn. Nhưng một người đàn ông khéo léo đã nghĩ ra hệ thống ngâm những que gỗ thông nhỏ với lưu huỳnh và lưu trữ chúng sẵn sàng để sử dụng. Chỉ bằng một chút lửa, chúng bốc cháy. Người ta có một ngọn lửa nhỏ như một tai ngô. Điều kỳ diệu này trước đây được gọi là "nô lệ mang ánh sáng", nhưng sau đó khi nó trở thành một bài báo thương mại, tên của nó đã được đổi thành 'cây gậy tấc lửa'. 
Một văn bản khác, Ngũ Lâm Búa là vậy,có niên đại từ năm 1270 sau Công nguyên, liệt kê các diêm lưu huỳnh như một thứ gì đó được bán ở các chợ Của Hàng Châu, khoảng thời gian Marco Polo đến thăm. Các loại diêm được gọi là fa chu hoặc tshui erh.

## Đặc điểm
Diêm ban đầu là loại diêm ma sát, vốn có thể tự cháy khi quẹt vào bất cứ bề mặt thô nhám nào. Diêm loại này do nhà hóa học John Walker sáng chế năm 1827 với đầu que sử dụng hỗn hợp lưu huỳnh, phosphor trắng, chì(II) oxide, mangan(II) oxide. Ma sát sinh ra nhiệt và ở 40 độ thì diêm bắt lửa. Tuy nhiên chính vì thế diêm trở nên kém an toàn, chỉ va chạm nhẹ cũng có thể gây hỏa hoạn. Thêm vào đó, phosphor trắng sử dụng ở đầu diêm rất độc. Diêm có thể cháy mức cao nhất lên đến 4000 độ C.
Diêm an toàn được thiết kế lại bằng việc sử dụng phosphor đỏ vốn không tự cháy khi ma sát thông thường, nhưng nếu trộn với kali clorat (clorat kali) thì lại dễ cháy. Trong sản phẩm diêm an toàn hiện nay, kali clorat được tách riêng khỏi phosphor đỏ để ngăn cháy ngoài ý muốn. Que diêm được thiết kế dưới dạng que nhỏ làm bằng gỗ, đầu tẩm lưu huỳnh và bọc antimon trisunfua và kali clorat. Vỏ bao diêm (hoặc tờ bìa đi kèm kẹp diêm) thì bôi phosphor đỏ. Người sử dụng quẹt đầu kali clorat vào phần phosphor đỏ để ma sát tạo ra sự cháy.

## Những tiềm ẩn và nguy hiểm

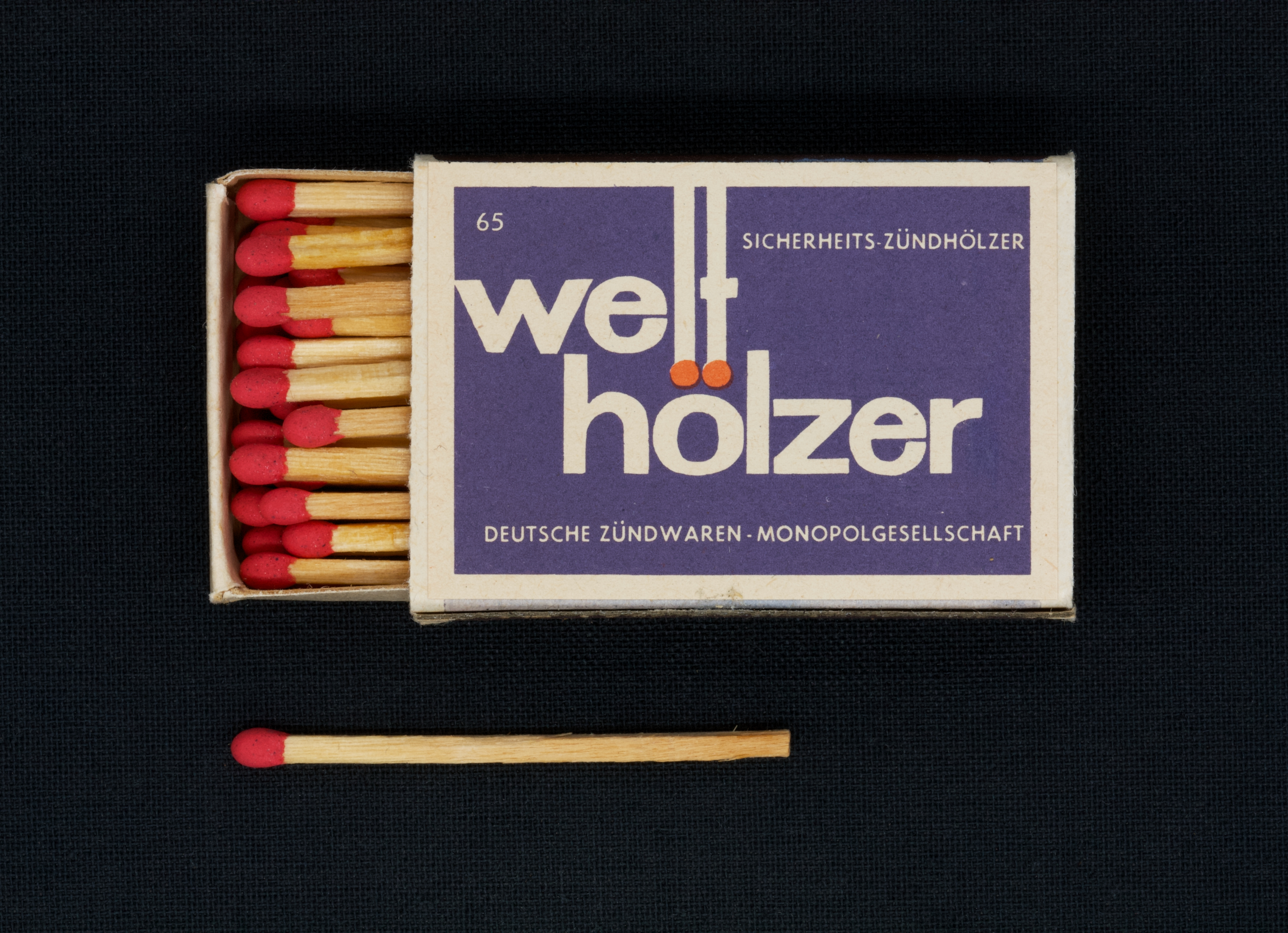
Một số loại diêm cổ

Khi lấy đầu đỏ của diêm rồi trộn với phosphor đỏ thì sẽ tạo ra nổ nếu đập mạnh vào, vì ai cũng biết đó là một hỗn hợp dễ phát nổ. Do tác động của vật cứng nào đó như búa đập vào nên nó nổ tương tự như thuốc nổ nhưng yếu hơn. Đã có những trường hợp bị thương, bỏng, mất bộ phận cơ thể, tổn thương vĩnh viễn.

## Ưu và nhược điểm
Diêm được sản xuất nhanh, đại trà và giá thành rất rẻ nên phổ biến toàn cầu. Tuy nhiên diêm thường không giữ được lâu, dễ phát sinh hỏa hoạn và dễ hư hỏng vì ẩm. Hiện nay, các phương pháp khác để tạo ra lửa tiện lợi, sạch sẽ và đơn giản hơn (như sử dụng bật lửa, điện) trở nên phổ biến khiến trong nhiều trường hợp diêm đã không còn là lựa chọn của người sử dụng.

## Thư viện
Ảnh chụp một que diêm đang cháy 

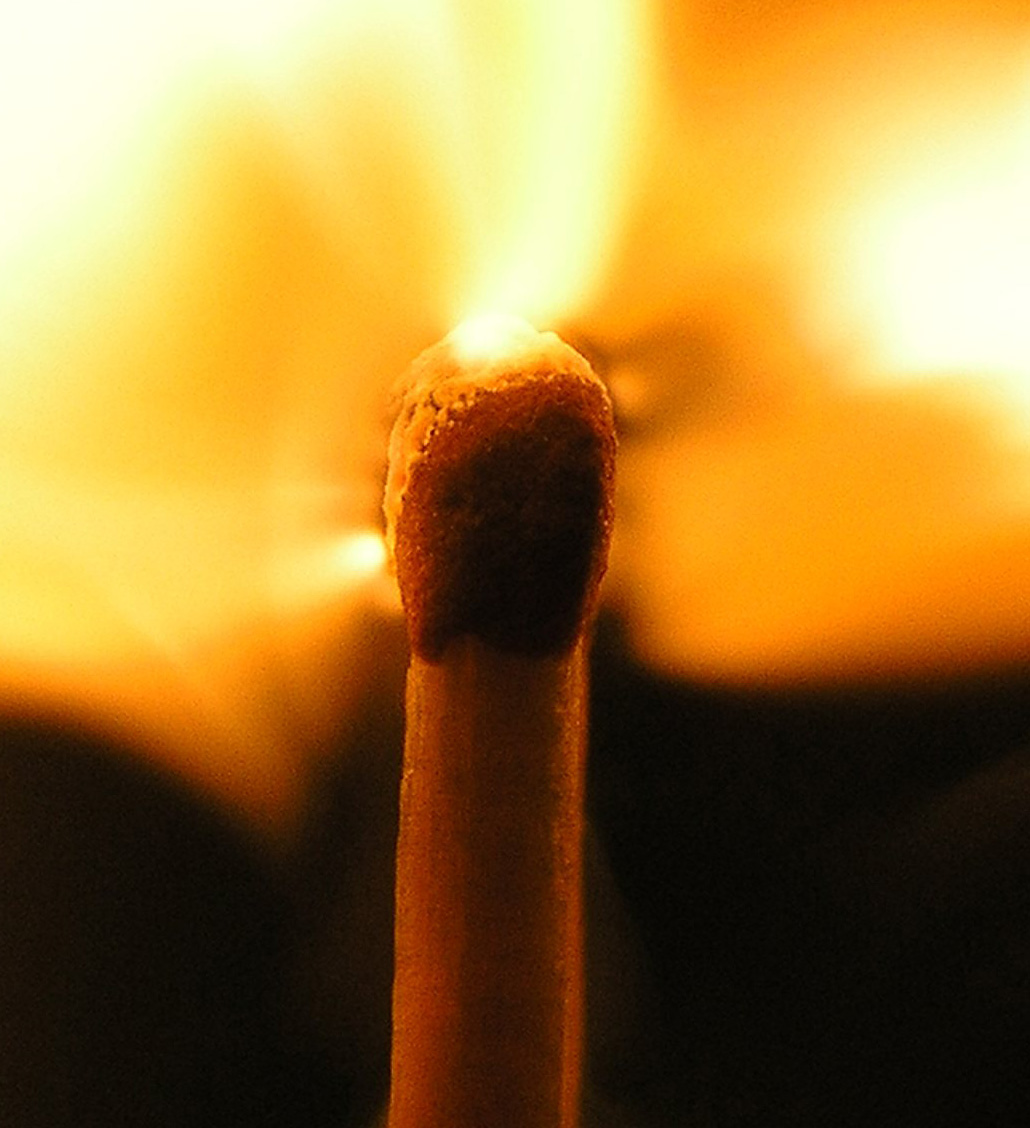

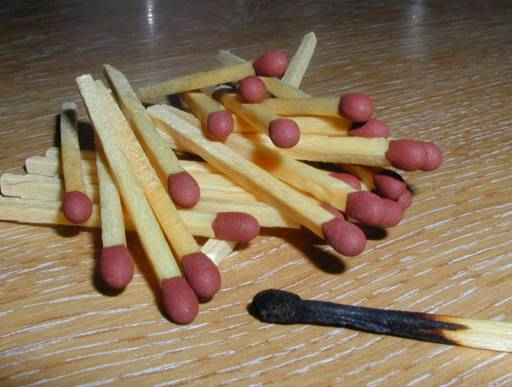
Một số que diêm (que màu đen là que đã sử dụng)